# 12 Years a Slave
12 Years a Slave is een Amerikaanse historisch dramafilm geregisseerd door Steve McQueen en gebaseerd op de autobiografie Twelve Years a Slave (1853) van Solomon Northup. De film won in 2014 een Oscar voor Beste Film. De prijs werd in ontvangst genomen door producent en acteur Brad Pitt. In totaal won de film drie Oscars.

## Verhaal
De Afro-Amerikaanse Solomon Northup woont in 1841 als vrij man met zijn vrouw en kinderen in Saratoga Springs. Hij verdient de kost als vioolspeler op feesten en partijen. Zodoende benaderen Brown en Hamilton hem met een aanbod om twee weken te komen spelen in Washington D.C.. De mannen reizen met hem mee, betalen hem royaal en trakteren hem 's avonds op een feestmaal. In werkelijkheid drogeren ze Northup, waardoor hij het bewustzijn verliest. Wanneer hij wakker wordt, bevindt hij zich gevangen en geboeid in de handen van slavenhandelaars. Zij dwingen Northup met stok- en zweepslagen om zichzelf voortaan Platt te noemen en vervoeren hem naar New Orleans.
Northup wordt in eerste instantie verkocht aan geestelijke William Ford. Hij zet slaven in als arbeiders op zijn landerijen, maar gaat relatief zachtaardig met ze om. Wanneer Northup een idee heeft om de arbeid te vergemakkelijken, laat Ford hem dit proberen. Met succes. Als dank voor de innovatie schenkt hij Northup een viool. Fords opzichter John Tibeats daarentegen leeft met de overtuiging dat slaven dienen te werken, gehoorzamen en zwijgen. Hij kan het niet hebben dat er een goede verstandhouding ontstaat tussen Ford en Northup. Daarom begint hij de man hoe langer hoe meer te treiteren, net zo lang tot hij Northups irritatiegrens overschrijdt en er een handgemeen ontstaat. Ford haalt de mannen uit elkaar, maar Tibeats keert terug met vrienden om Northup op te hangen aan een boom. Een van Fords andere opzichters voorkomt dat hij sterft en jaagt Tibeats en zijn kornuiten weg. Ford verwacht niettemin dat Tibeats terug zal keren om Northup alsnog te vermoorden en denkt niet voor zijn veiligheid in te kunnen staan. Daarom verkoopt hij hem door aan Edwin Epps.
Epps is eigenaar van landerijen met katoenplanten en bezit slaven om die te plukken. Voor hem zijn slaven geen mensen, maar beesten die hebben te gehoorzamen tot ze er dood bij neervallen. Wie niet luistert of wat dan ook doet dat hem niet bevalt, krijgt zweepslagen. Aan het eind van elke dag wordt bekeken hoeveel kilo katoen iedere slaaf heeft geplukt. Wie te weinig heeft geplukt die dag, krijgt ook zweepslagen. Northup beseft dat hij hier zijn dagen zal slijten tot hij sterft, tenzij hij iets doet. Van een poging om weg te rennen ziet hij af wanneer hij aan het begin van een vlucht toevallig een aantal mannen tegen het lijf loopt die een aantal slaven ophangen in een boom en hem alleen laten gaan omdat uit zijn ketting blijkt dat hij eigendom is van Epps. Een poging om via een blanke, betaalde arbeider een brief naar New York te sturen, mondt alleen uit in verraad. Uiteindelijk lukt het hem om via de Canadese timmerman contact te leggen met zijn vrienden in New York, waarna vrijlating volgt onder de leiding van een doortastende lokale sheriff. Terug in zijn woonplaats verliest hij de processen tegen zijn ontvoerders en de slavenhandelaar.

## Rolverdeling
| Acteur               | Personage          | Opmerkingen                    |
| -------------------- | ------------------ | ------------------------------ |
| Chiwetel Ejiofor     | Solomon Northup    |                                |
| Michael Fassbender   | Edwin Epps         | plantage-eigenaar              |
| Benedict Cumberbatch | William Ford       | baptist predikant              |
| Paul Dano            | John Tibeats       |                                |
| Paul Giamatti        | Theophilus Freeman |                                |
| Brad Pitt            | Samuel Bass        | Canadese timmerman             |
| Alfre Woodard        | Harriet Shaw       |                                |
| Sarah Paulson        | Mary Epps          | vrouw van Edwin Epps           |
| Lupita Nyong'o       | Patsey             | slavin op de plantage van Epps |
| Quvenzhané Wallis    | Margaret Northup   | dochter van Solomon Northup    |
| Michael K. Williams  | Robert             |                                |
| Garret Dillahunt     | Armsby             |                                |

## Achtergrond
Scenarioschrijver John Ridley en regisseur Steve McQueen hadden al sinds 2008 het idee om een film over slavernij in de Verenigde Staten te maken. Het was Bianca Stigter, de Nederlandse vrouw van Steve McQueen, die de autobiografie Twelve Years a Slave van Solomon Northup uit 1853 las en haar partner aanraadde juist dit verhaal te verfilmen, Ridley schreef vervolgens op basis van dit boek het scenario. Chiwetel Ejiofor werd door Steve McQueen in augustus 2011 aangetrokken voor de rol van Solomon Northup en in oktober 2011 voegde Michael Fassbender zich bij de cast voor de rol van Edwin Epps. De opnames vonden onder meer plaats in New Orleans (Louisiana) in de Verenigde Staten van juni 2012 tot medio augustus 2012.
De film had zijn wereldpremière op het Telluride Film Festival in Colorado op 30 augustus 2013. De film kreeg vele positieve reacties op Rotten Tomatoes (beoordeling: 97%).
Op 11 november 2013 werd de soundtrack Music from and Inspired by 12 Years a Slave uitgebracht door Columbia Records. Het album bevat de originele filmmuziek en muziek van artiesten die geïnspireerd zijn door de film. Het album werd geproduceerd door John Legend en Hans Zimmer.

## Beperkte uitleg van vrijheid
Solomon Northup wordt tot slaaf gemaakt en na 12 jaar bevrijd. Hij herkrijgt zijn vrijheid. Voor hem is het een recht. Maar de lotgenoten op de plantage van Edwin Epps, waaronder de tragische Patsey, blijven als slaaf verder buiten beeld rechteloos achter. De Canadese timmerman, Samuell Bass, vindt dat vrijheid voor ieder mens dient te gelden. Deze gedachte woekerde nog jaren door en leidde uiteindelijk in 1861 tot de finale afrekening in de Amerikaanse Burgeroorlog.

## Trivia
- Regisseur Steve McQueen vergelijkt het verhaal van Solomon Northup met dat van Anne Frank.[11]

## Prijzen en nominaties
| jaar | prijs                                        | categorie                    | ontvanger(s) / genomineerde(n)                                                                        | uitslag       |
| ---- | -------------------------------------------- | ---------------------------- | --- | ------------- |
| 2013 | Amsterdam Film Week                          | Publieksprijs                | Steve McQueen                                                                                         | gewonnen      |
| 2013 | Britannia Awards                             | British Artist of the Year   | Benedict Cumberbatch                                                                                  | gewonnen      |
| 2013 | Gotham Awards                                | Beste film                   | Steve McQueen, Brad Pitt, Dede Gardner, Jeremy Kleiner, Bill Pohlad, Arnon Milchan en Anthony Katagas | gewonnen      |
| 2013 | Gotham Awards                                | Publieksprijs                | Steve McQueen, Brad Pitt, Dede Gardner, Jeremy Kleiner, Bill Pohlad, Arnon Milchan en Anthony Katagas | nominatie     |
| 2013 | Gotham Awards                                | beste acteur                 | Chiwetel Ejiofor                                                                                      | nominatie     |
| 2013 | Gotham Awards                                | Breakthrough Award           | Lupita Nyong'o                                                                                        | nominatie     |
| 2013 | Filmfestival van Stockholm                   | Beste film (Bronzen paard)   | Steve McQueen                                                                                         | gewonnen      |
| 2013 | Filmfestival van Stockholm                   | Beste muziek                 | Hans Zimmer                                                                                           | gewonnen      |
| 2013 | Hampstons International Film Festival        | Breakthrough performer       | Lupita Nyong'o                                                                                        | gewonnen      |
| 2013 | Hollywood Film Festival                      | Hollywood Breakthrough Award | Steve McQueen                                                                                         | gewonnen      |
| 2013 | Hollywood Film Festival                      | New Hollywood Award          | Lupita Nyong'o                                                                                        | gewonnen      |
| 2013 | Internationaal filmfestival van Toronto      | Publieksprijs                | Steve McQueen                                                                                         | gewonnen      |
| 2013 | New York Film Critics Circle Awards          | Beste regisseur              | Steve McQueen                                                                                         | gewonnen      |
| 2013 | New York Film Critics Circle Awards          | Beste film                   | | tweede plaats |
| 2013 | New York Film Critics Circle Awards          | Beste acteur                 | Chiwetel Ejiofor                                                                                      | tweede plaats |
| 2013 | New York Film Critics Circle Awards          | Beste Mannelijke bijrol      | Michael Fassbender                                                                                    | tweede plaats |
| 2013 | New York Film Critics Circle Awards          | Beste vrouwelijke bijrol     | Lupita Nyong'o                                                                                        | tweede plaats |
| 2013 | New York Film Critics Circle Awards          | Beste scenario               | John Ridley                                                                                           | derde plaats  |
| 2014 | Internationaal Filmfestival van Palm Springs | Regisseur van het jaar prijs | Steve McQueen                                                                                         | gewonnen      |
| 2014 | Golden Globe Awards                          | Beste film - Drama           | | gewonnen      |
| 2014 | Golden Globe Awards                          | Beste regisseur              | Steve McQueen                                                                                         | nominatie     |
| 2014 | Golden Globe Awards                          | Beste acteur                 | Chiwetel Ejiofor                                                                                      | nominatie     |
| 2014 | Golden Globe Awards                          | Beste mannelijke bijrol      | Michael Fassbender                                                                                    | nominatie     |
| 2014 | Golden Globe Awards                          | Beste vrouwelijke bijrol     | Lupita Nyong'o                                                                                        | nominatie     |
| 2014 | Golden Globe Awards                          | Beste scenario               | John Ridley                                                                                           | nominatie     |
| 2014 | Golden Globe Awards                          | Beste originele filmmuziek   | Hans Zimmer                                                                                           | nominatie     |
| 2014 | Screen Actors Guild Awards                   | Beste vrouwelijke bij rol    | Lupita Nyong'o                                                                                        | gewonnen      |
| 2014 | Screen Actors Guild Awards                   | Beste acteur                 | Chiwetel Ejiofor                                                                                      | nominatie     |
| 2014 | Screen Actors Guild Awards                   | Beste Mannelijke bijrol      | Michael Fassbender                                                                                    | nominatie     |
| 2014 | Screen Actors Guild Awards                   | Beste cast                   | | nominatie     |
| 2014 | Satellite Awards                             | Beste film                   | | gewonnen      |
| 2014 | Satellite Awards                             | Beste regisseur              | Steve McQueen                                                                                         | gewonnen      |
| 2014 | Satellite Awards                             | Beste acteur                 | Chiwetel Ejiofor                                                                                      | nominatie     |
| 2014 | Satellite Awards                             | Beste mannelijke bijrol      | Michael Fassbender                                                                                    | nominatie     |
| 2014 | Satellite Awards                             | Beste vrouwelijke bijrol     | Lupita Nyong'o                                                                                        | nominatie     |
| 2014 | Satellite Awards                             | Beste scenario               | John Ridley                                                                                           | nominatie     |
| 2014 | Satellite Awards                             | Beste originele filmmuziek   | Hans Zimmer                                                                                           | nominatie     |
| 2014 | Satellite Awards                             | Beste cinematografie         | Sean Bobbitt                                                                                          | nominatie     |
| 2014 | Satellite Awards                             | Beste montage                | Joe Walker                                                                                            | nominatie     |
| 2014 | Satellite Awards                             | Beste kostuumontwerp         | Patricia Norris                                                                                       | nominatie     |
| 2014 | Academy Awards                               | Beste film                   | | gewonnen      |
| 2014 | Academy Awards                               | Beste regisseur              | Steve McQueen                                                                                         | nominatie     |
| 2014 | Academy Awards                               | Beste acteur                 | Chiwetel Ejiofor                                                                                      | nominatie     |
| 2014 | Academy Awards                               | Beste mannelijke bijrol      | Michael Fassbender                                                                                    | nominatie     |
| 2014 | Academy Awards                               | Beste vrouwelijke bijrol     | Lupita Nyong'o                                                                                        | gewonnen      |
| 2014 | Academy Awards                               | Beste montage                | Joe Walker                                                                                            | nominatie     |
| 2014 | Academy Awards                               | Beste kostuumontwerp         | Patricia Norris                                                                                       | nominatie     |
| 2014 | Academy Awards                               | Beste Production design      | Adam Stockhausen en Alice Baker                                                                       | nominatie     |
| 2014 | Academy Awards                               | Beste aangepaste scenario    | John Ridley                                                                                           | gewonnen      |

De film won ook nog andere prijzen. In totaal won de film 3 Oscars en 212 andere prijzen en 206 nominaties.